# Simosyrphus
Simosyrphus (лат.) — род мух-журчалок из подсемейства Syrphinae.

## Описание
Личинки зеленой окраски с беловатой полосой по середине. У некоторых видов на каждой стороне белой полосы есть линия из пятен или узких полос оранжевого или светло-коричневого цвета. Пупарии кремовые или тускло-коричневые длиной 5,5–7,0 мм.

## Экология
Личинки птаются тлями.

## Классификация
Близким родом является Scaeva. На основе строения личинок и пупариев, в также молекулярных данных в состав рода  Simosyrphus некоторыми систематиками включены виды ранее относимые к роду Ischiodon, однако синонимизация этих родов признаётся не всеми специалистами. В узком понимании род включает единственный вид Simosyrphus grandicornis.
- Simosyrphus aegyptius (Wiedemann, 1830)
- Simosyrphus grandicornis (Macquart, 1842)
- Simosyrphus scutellaris (Fabricius, 1805)

## Распространение
Встречается восточной Палеарктике, Средиземноморье, Ориентальной области, Австралии, Океании, Новой Зеландии, в Тропической Африке и на Мадагаскаре. Распространение вида Simosyrphus grandicornis ограничено Австралией, Океанией и Новой Зеландией.